# Brachydeuterus auritus
Brachydeuterus
Genre
Espèce
Statut de conservation UICN

 NT  : Quasi menacé
Brachydeuterus auritus, unique représentant du genre Brachydeuterus, est une espèce de poissons marins et d'eau saumâtre de la famille des Haemulidae.

## Description
Brachydeuterus auritus peut mesurer jusqu'à 30 cm de longueur totale mais sa taille habituelle est d'environ 23 cm. Son espérance de vie maximale enregistrée est de 7 ans.

## Répartition

Aire de répartition de Brachydeuterus auritus.

Ce poisson se rencontre dans l'Atlantique est, depuis les côtes du Maroc jusqu'à celles de l'Angola. Il est présent entre 10 et 150 m de profondeur.

## Systématique
Le nom valide complet (avec auteur) de ce taxon est Brachydeuterus auritus (Valenciennes, 1832).
L'espèce a été initialement classée dans le genre Larimus sous le protonyme Larimus auritus Valenciennes, 1832.
Brachydeuterus auritus a pour synonymes :
- Larimus auritus Valenciennes, 1832
- Otoperca aurita (Valenciennes, 1832)
- Pristipoma macrophthalmus Bleeker, 1863

### Étymologie
Le nom générique, Brachydeuterus, dérive du grec ancien βραχύς (brakhús), « court », et δεύτερος (deúteros), « second », fait référence à la deuxième nageoire dorsale aussi courte ou plus courte que la première.
Son épithète spécifique, dérivé du latin auris, « oreille », fait référence à la large tâche noire présente sur son opercule.